# Lasioptera wildi
Lasioptera wildi är en tvåvingeart som beskrevs av Frederick Askew Skuse 1890. Lasioptera wildi ingår i släktet Lasioptera och familjen gallmyggor. Inga underarter finns listade i Catalogue of Life.